# Nacionalismo alemán en Austria

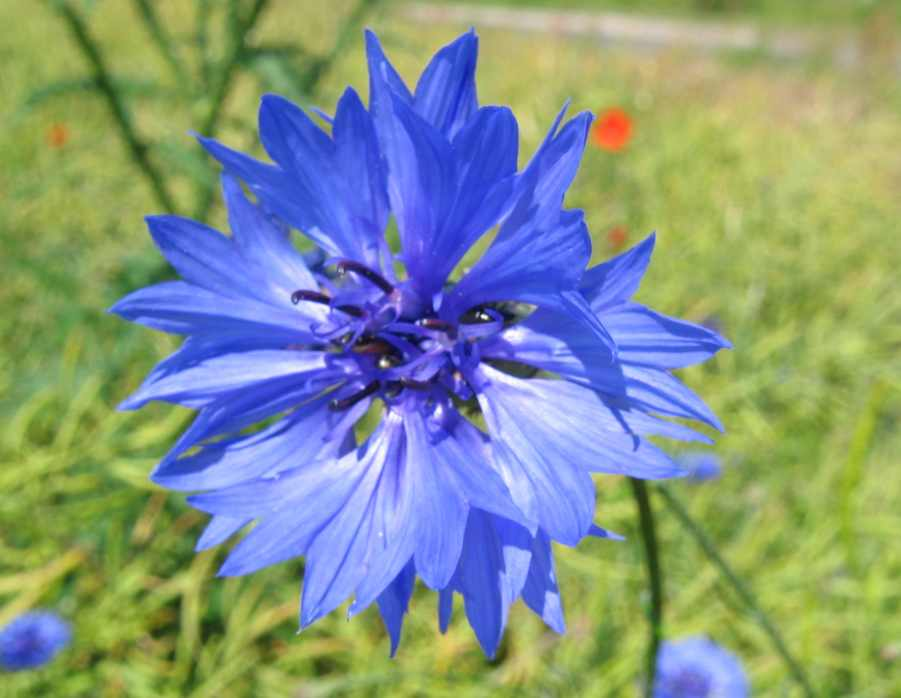
Un aciano azul, el símbolo del movimiento pangermanista en Austria

El Nacionalismo alemán (en alemán: Deutschnationalismus) es una ideología política y una corriente histórica en la política austriaca. Surgió en el siglo XIX como un movimiento nacionalista entre la población de habla alemana del Imperio austrohúngaro. Favorece los lazos estrechos con Alemania, que ve como el Estado nación para todos los alemanes étnicos, y la posibilidad de la incorporación de Austria en una Gran Alemania.
A lo largo de la historia de Austria, desde el Imperio austríaco, hasta Austria-Hungría, y la Primera y la Segunda Repúblicas austriacas, varios partidos políticos y grupos han expresado sentimientos nacionalistas pan-alemanes. Los nacionalistas liberales y los partidos pangermanistas se han denominado el "tercer campo" (en alemán: Drittes Lager) de la política austriaca, ya que tradicionalmente se han clasificado detrás de los conservadores y socialistas católicos tradicionales. El Partido de la Libertad de Austria, un partido político de extrema derecha con representación en el  Parlamento austriaco, tiene raíces pangermanistas. Después de la Segunda Guerra Mundial, tanto el pangermanismo como la idea de la unión política con Alemania se volvieron impopulares debido a su asociación con el nazismo y por la marea creciente de una identidad nacional cívica austriaca.

## Durante el periodo imperial
En el contexto del creciente nacionalismo étnico durante el siglo XIX en los territorios del imperio austríaco multiétnico, el "Movimiento Nacional Alemán" (en alemán: Deutschnationale Bewegung) buscó la creación de una Gran Alemania, junto con la implementación de leyes antisemitas. y políticas anticlericales, en un intento de afianzar la identidad étnica alemana.
A partir de las movimientos revolucionarios de 1848, muchos grupos étnicos bajo el dominio imperial, incluidos los serbios, checos, italianos, croatas, eslovenos y polacos, entre otros, exigieron igualdad política, económica y cultural. Tradicionalmente, la población de habla alemana del imperio disfrutó de privilegios sociales que se remontan a los reinados de la emperatriz María Teresa y de su hijo, José II. El alemán se consideraba la lengua franca del imperio, y la élite estaba formada principalmente por hablantes de alemán. La lucha entre los numerosos grupos étnicos del imperio y los germanoparlantes definió el panorama social y político del imperio desde la década de 1870, después del compromiso de 1867 que otorgó renovada soberanía al Reino de Hungría, hasta la disolución del imperio tras la Primera Guerra Mundial. 
Después de la derrota de Austria en la batalla de Königgrätz de 1866 y la unificación de lo que entonces se conocía como "Pequeña Alemania" bajo la dirección de Prusia en 1871, los austríacos alemanes en el imperio austrohúngaro sintieron que habían sido excluidos erróneamente del estado-nación alemán, mientras que otras etnias dentro del imperio estaban rasgando su entramado. El conflicto entre alemanes y checos se volvió particularmente tenso en 1879, cuando el ministro-presidente, el vizconde Eduard Taaffe, no incluyó al Partido Liberal Alemán (en alemán: Deutschliberale Partei) en el gobierno de Cisleitania. Este partido era considerado el principal representante de la clase media de habla alemana y, como tal, el Movimiento Nacional Alemán acusó al Partido de no luchar por los derechos de los hablantes de alemán dentro del imperio. La "Liga de Escuelas Alemanas" (alemán: Deutscher Schulverein) se formó en 1880 para proteger las escuelas de idioma alemán en partes del imperio donde los hablantes de alemán eran una minoría. Promovió el establecimiento de escuelas de idioma alemán en comunidades donde se utilizaban fondos públicos para escuelas no alemanas. 

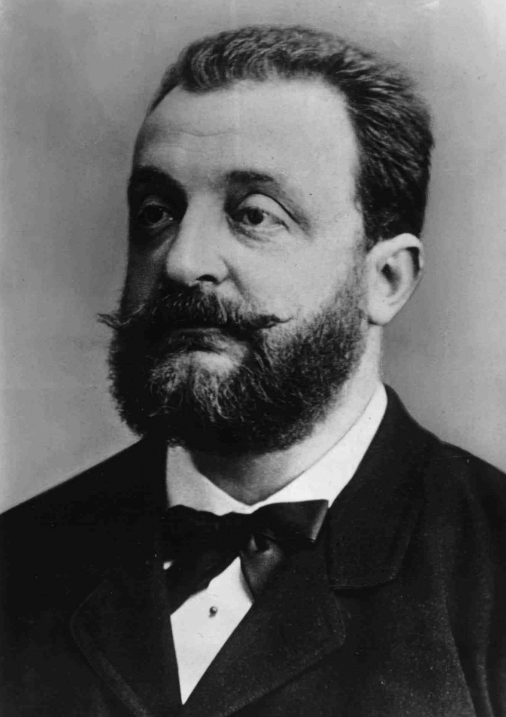
Georg von Schönerer: pangermanista radical y fundador del Deutschnationaler Verein (Asociación Nacional Alemana)

Un consorcio de grupos e intelectuales nacionalistas alemanes publicó el Programa de Linz en 1882, que exigía el reconocimiento del predominio alemán, junto con la germanización completa del imperio. Este manifiesto fue firmado por el nacionalista alemán radical Georg von Schönerer, el populista, pro-católico y monárquico alcalde de Viena Karl Lueger, y el socialdemócrata judío Víctor Adler. Los diversos signatarios del manifiesto de Linz se dividieron ideológicamente después de que en 1885 Schönerer lo revisara para agregar un "párrafo ario".
Schönerer fundó la "Asociación Nacional Alemana" (Deutschnationaler Verein), y más tarde, en 1891, la "Sociedad Pan-Alemana". Exigió la anexión de todos los territorios de habla alemana de Austria-Hungría al Imperio alemán dirigido por Prusia y rechazó cualquier forma de identidad panétnica austriaca. Su nacionalismo alemán racista radical fue especialmente popular entre la intelligentsia bien educada: profesores, maestros de escuela primaria y estudiantes. Las administraciones escolares intentaron contrarrestar estos sentimientos fomentando el orgullo cívico, junto con un "culto a la personalidad" en torno al Emperador, pero estos esfuerzos fueron en gran parte infructuosos. El alcalde de Viena, Karl Lueger, incluso trató de despedir a todos los "schönerianos" de las administraciones escolares de la ciudad, pero esto también fracasó. Los estudiantes nacionalistas se identificaron más con el Imperio alemán dirigido por Prusia que con la monarquía dual multiétnica. Muchos idolatraban al canciller alemán Otto von Bismarck, vencedor en la batalla de Königgrätz.

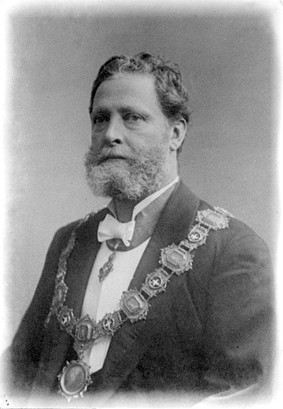
Karl Lueger, un populista austriaco que abrazó nociones antisemitas y nacionalistas alemanas

Los miembros del movimiento pan-alemán llevaban en sus ojales acianos azules, —conocida como la flor favorita del emperador alemán Guillermo I—, junto con escarapelas con los colores nacionales alemanes (negro, rojo y amarillo). Ambos símbolos fueron temporalmente prohibidos en las escuelas austriacas. Al igual que Schönerer, muchos austriacos esperaban un Anschluss con Alemania. Sin embargo, aunque muchos austriacos aceptaban las ideas de los diversos movimientos pangermanistas y se sentían parte de la nación alemana, aceptaron la existencia del Imperio austrohúngaro, fueron leales a la dinastía de los Habsburgo y querían preservar la soberanía de Austria.
Los nacionalistas alemanes protestaron con vehemencia contra el decreto lingüístico del ministro-presidente Kasimir Felix Badeni de 1897, que hizo que el alemán y el checo fueran idiomas cooficiales en Bohemia y requería que los nuevos funcionarios del gobierno dominaran ambos idiomas. En la práctica, esto significaba que el servicio civil contrataría casi exclusivamente a checos, porque la mayoría de los checos educados sabían alemán, pero no a la inversa. El apoyo de los políticos y clérigos católicos ultramontanos a esta reforma desencadenó el lanzamiento del movimiento "Lejos de Roma" (en alemán: Los-von-Rom-Bewegung), que fue iniciado por los partidarios de Schönerer y llamó a los cristianos "alemanes" a abandonar la Iglesia católica.
A partir de la década de 1880, el movimiento pangermanista se fragmentó en varios partidos y facciones disidentes. El más radical fue el Partido Obrero Alemán, formado en 1903, que luego se transformó en el ala austriaca del Partido Nazi. Otros partidos pangermanistas que disputaron elecciones durante la primera década del siglo XX incluyen el Partido Popular Alemán y el Partido Radical Alemán. Se formó una amplia coalición de todos los partidos políticos nacionales y liberales de etnia alemana conocida como Deutscher Nationalverband (literalmente, Asociación Nacional Alemana) para disputar las elecciones de 1911 al Consejo Imperial de Cisleithanian. Continuó ganando la mayor cantidad de escaños en la cámara baja del consejo, la Cámara de Diputados (en alemán: Abgeordnetenhaus), reemplazando al Partido Socialcristiano anteriormente dominante. A pesar de esta victoria, la Asociación Nacional Alemana siempre fue una coalición poco cohesionada y se derrumbó en 1917 en el punto álgido de la Primera Guerra Mundial.  Se desintegró en diecisiete partidos liberales y nacionales alemanes dispersos. Esta desintegración, combinada con la disolución de Austria-Hungría al final de la Primera Guerra Mundial, condujo a la fragmentación total del movimiento pangermanista.

## Disolución de Austria-Hungría (1918-1919)

Áreas reclamadas por la "República de la Austria Alemana". Representan áreas del antiguo Imperio con poblaciones mayoritariamente alemanas.

Después del final de la Primera Guerra Mundial, que vio el colapso de Austria-Hungría, las partes de habla alemana del antiguo Imperio establecieron una nueva república bajo el nombre de Austria Alemana (alemán: Deutsch-Österreich). La república fue proclamada sobre el principio de autodeterminación, que había sido consagrado en los Catorce Puntos del presidente estadounidense Woodrow Wilson. Se convocó una asamblea nacional provisional el 11 de noviembre, en la que se proclamó la República de Austria Alemana. La asamblea redactó una constitución que establecía que "Austria Alemana es una república democrática" (artículo 1) y "Austria Alemana es un componente de la República Alemana" (artículo 2). Esta frase hacía referencia al establecimiento de la República de Weimar en las antiguas tierras del Imperio Alemán y tenía la intención de unir a los austriacos de habla alemana con el estado-nación alemán, completando el plan de la Gran Alemania. Los plebiscitos celebrados en Tirol y Salzburgo arrojaron mayorías del 98% y 99% respectivamente a favor de la unificación con Alemania.
A pesar de esto, los vencedores de la Primera Guerra Mundial, que redactaron el Tratado de Versalles y el de Tratado de Saint-Germain-en-Laye, prohibieron estrictamente cualquier intento de la Austria Alemana de unificarse con Alemania. Además, cedieron a estados-nación recién formados algunos territorios que habían sido reclamadas por la Austria Alemana. Un ejemplo de esto fue la entrega de las provincias de Bohemia Alemana y los Sudetes a la República Checo-Eslovaca. Se impidió que estos territorios, que tenían mayorías de habla alemana, quedaran integradas dentro de su propio estado-nación. En cambio, quedaron atrapados en los estados-nación de otras etnias. Este agravio jugaría un papel fundamental en el auge del pangermanismo durante el período de entreguerras. Karl Renner, miembro del Partido Socialdemócrata de Austria (fundado como «Partido Socialdemócrata Obrero»), se desempeñó como canciller de la Austria Alemana. El propio Renner fue un defensor de la idea de la "Gran Alemania" y escribió el himno no oficial Deutschösterreich, du herrliches Land ("Austria Alemana, hermoso país"). Renner había nacido en el sur de Moravia, uno de los territorios reclamados por la Austria Alemana que se entregó a la República Checoslovaca. Sin embargo, a pesar de sus antecedentes, firmó el Tratado de Saint-Germain el 10 de septiembre de 1919, que estableció las fronteras trazadas por los aliados de la nueva república austríaca, y prohibió formalmente cualquier intento de unificar con Alemania las tierras de habla alemana de la antigua Austria-Hungría. El nombre "Austria Alemana" se cambió a "Austria", eliminando cualquier indicio de sentimiento pangermanista del nombre del estado. Sin embargo, los socialdemócratas no olvidarían sus raíces pangermanistas. Para ellos, la República de Weimar fue vista con "exagerada simpatía", mientras que la República Checoeslovaca fue vista con "exagerada sospecha".

## Durante la Primera República y el período austrofascista (1919-1938)
Durante la Primera República de Austria, los pangermanistas estuvieron representados por el Partido Popular de la Gran Alemania y el Landbund agrario. Aunque inicialmente influyentes, estos dos grupos pronto perdieron la mayoría de sus votantes ante el Partido Socialcristiano y el Partido Socialdemócrata. Tanto los socialcristianos como los socialdemócratas aceptaron que la unificación entre Austria y Alemania estaba prohibida por el Tratado de Saint-Germain. Sin embargo, se desarrollaría un conflicto entre aquellos que apoyaban una identidad nacional austriaca, como los socialcristianos, y aquellos arraigados en el nacionalismo alemán, como los socialdemócratas. 

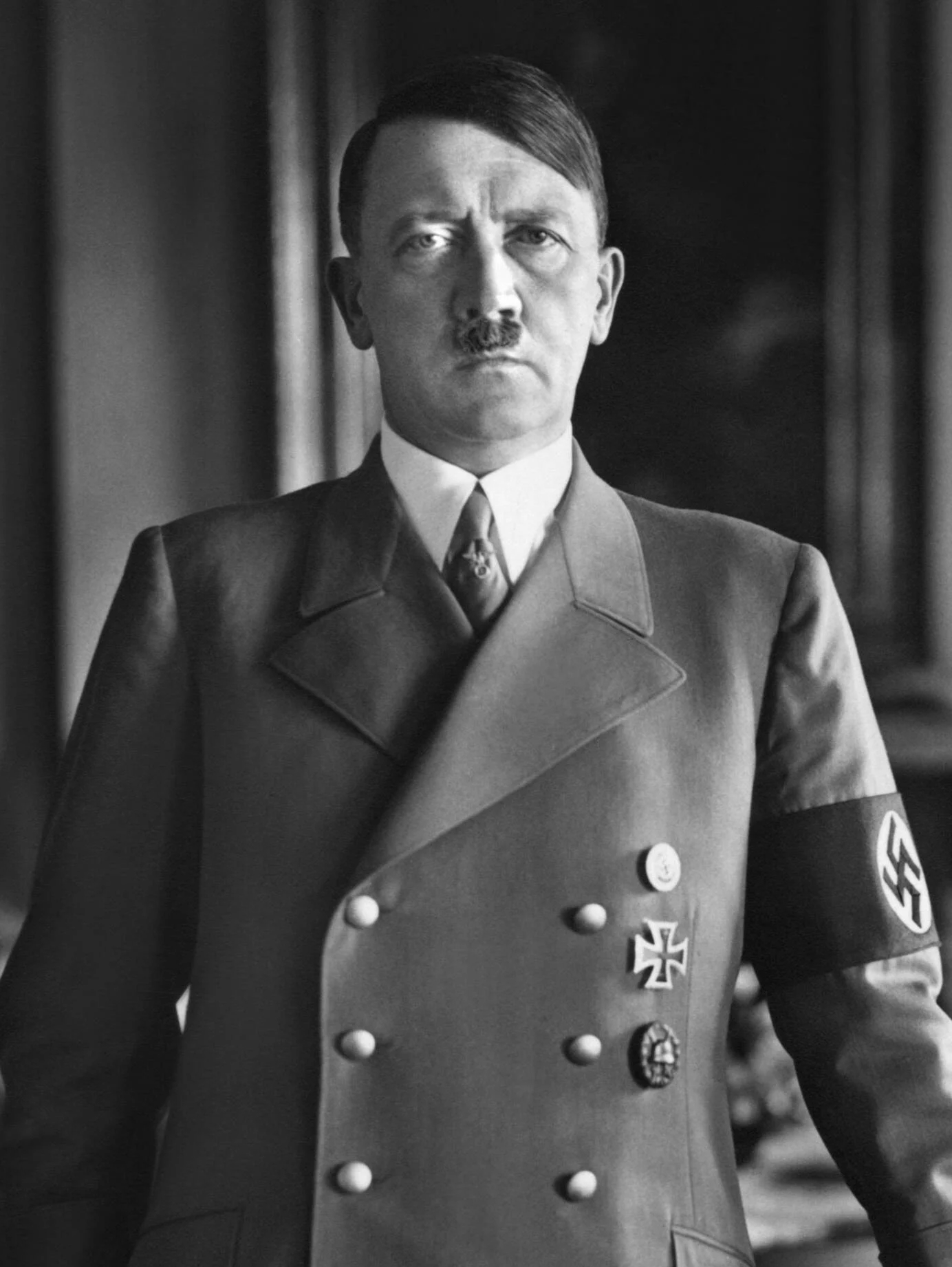
Adolf Hitler, dictador de la Alemania nazi, nació en Austria y propagó puntos de vista nacionalistas alemanes radicales

Uno de los problemas fundamentales de la Primera República fue que quienes habían apoyado el concepto de una república democrática desde el período de la Austria alemana en adelante, como los socialdemócratas, no se consideraban a sí mismos "austríacos", sino nacionalistas alemanes. Aquellos que apoyaban una identidad nacional austriaca, una Austria sin la palabra "alemán" adjunta, eran conservadores y en gran medida antidemocráticos de convicción: ex burócratas imperiales, oficiales del ejército, sacerdotes, aristócratas y afiliados al Partido Social Cristiano. En palabras del historiador A. J. P. Taylor, "Los demócratas no eran 'austríacos'; los 'austríacos' no eran demócratas". Estos dos grupos, los demócratas nacionalistas alemanes y los conservadores nacionalistas austriacos, entrarían en disputas durante la primera década de la Primera República. En última instancia, la facción nacionalista austríaca derrocaría a la república democrática en 1934 y establecería un régimen arraigado en el "austrofascismo" bajo la protección de la Italia fascista.
Si bien la mayoría de los grupos paramilitares de derecha Heimwehr, activos durante la Primera República tenían sus raíces en el nacionalismo austríaco y estaban afiliados a los socialcristianos conservadores o inspirados por el fascismo italiano, también había una facción nacionalista alemana. Esta facción fue más notable dentro de Styrian Heimatschutz ("protección de la patria" o "seguridad nacional"). Su líder, Walter Pfrimer, intentó un golpe de Estado contra un gobierno socialcristiano en septiembre de 1931. El golpe se inspiró directamente en la marcha sobre Roma de Benito Mussolini, pero fracasó casi instantáneamente debido a la falta de apoyo de otros grupos de Heimwehr. Pfrimer posteriormente fundó el «Heimatschutz alemán», que más tarde se fusionaría con el Partido Nazi.
La idea de un Anschluss (unión entre Austria y Alemania para formar una Gran Alemania), fue una de las principales concepciones de la rama austriaca del Partido Nacionalsocialista (Nazi). Se puede considerar que el nazismo desciende de las ramas radicales del movimiento pangermanista. En 1933, los nazis y el Partido Popular de la Gran Alemania formaron un grupo de trabajo conjunto y finalmente se fusionaron. Durante el período en que el Partido Nazi y sus símbolos estuvieron prohibidos en Austria, de 1933 a 1938, los nazis austriacos reanudaron la antigua tradición pangermanista de llevar un aciano azul.

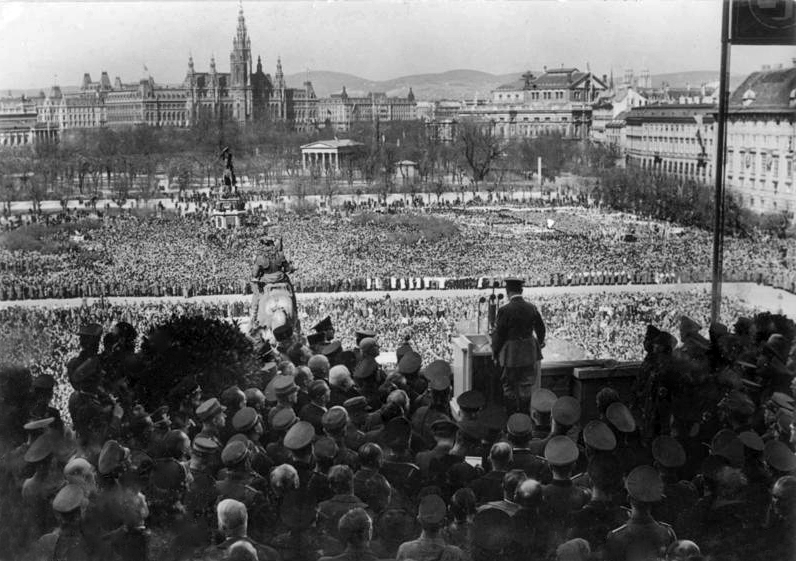
Hitler anuncia el Anschluss a aproximadamente 200.000 alemanes austríacos en Heldenplatz, Viena, el 15 de marzo de 1938

Los nazis lucharon firmemente contra el régimen austrofascista del canciller Engelbert Dollfuss y organizaron su asesinato. Continuaron esta batalla contra su sucesor, Kurt Schuschnigg. El austrofacismo fue fuertemente apoyado por Benito Mussolini, líder de la Italia fascista. El apoyo de Mussolini a una Austria independiente se puede ver en una conversación que tuvo con el príncipe Ernst Rüdiger Starhemberg, un importante nacionalista austriaco y líder de la Heimwehr. Dijo que "nunca debe permitirse un Anschluss con Alemania... Austria es necesaria para el mantenimiento de Europa... el día en que Austria caiga y sea tragada por Alemania marcará el comienzo del caos europeo". El partido austrofascista Frente de la Patria se haría eco de los sentimientos de Mussolini y seguiría luchando por una Austria independiente. Los nazis tanto en Alemania como en Austria pretendían que el Reich alemán se anexionara rápidamente Austria, la patria de su líder, Adolf Hitler. Intentaron sobornar a muchos líderes Heimwehr de bajo rango y también intentaron atraer a Starhemberg a su bando, en efecto fusionando la Heimwehr con los Freikorps nazis. Gregor Strasser, una de las primeras figuras nazis prominentes, fue el encargado de este esfuerzo. Cuando Starhemberg, un ferviente creyente en una Austria independiente, rechazó su propuesta de fusión, Strasser dijo: "No me hables de Austria. Austria no existe... había una vez un cadáver viviente que se hacía llamar Austria... que esta Austria se derrumbara en 1918 fue una bendición... particularmente para el pueblo alemán, a quien se le dio la oportunidad de crear una Gran Alemania".
Después de esto, las tensiones entre los nazis y los austrofascistas empeoraron y culminaron en el golpe de Estado de julio de 1934, cuando los nazis intentaron derrocar al gobierno. Si bien lograron asesinar al canciller Engelbert Dollfuss, el golpe fue rápidamente aplastado por la policía, el ejército y los Heimwehren. A raíz del golpe de Estado, el conflicto entre los socialdemócratas y los austrofascistas gobernantes condujo a la guerra civil austríaca. Después de su derrota, el Partido Socialdemócrata fue ilegalizado por completo. Esto, junto con una campaña continua de violencia y propaganda por parte de los nazis, desestabilizó el régimen austrofascista y reunió a muchos para apoyar la idea de Anschluss.
La campaña nazi finalmente tuvo éxito, y Hitler se anexaría Austria en 1938 con el "Anschluss". El viaje de Hitler a través de Austria, su país natal, se convirtió en una gira triunfal que alcanzó su punto culminante en Viena el 15 de marzo de 1938, cuando alrededor de 200.000 entusiastas austriacos alemanes se reunieron alrededor de la Heldenplatz, (Plaza de los Héroes), para escuchar a Hitler decir que "La provincia oriental más antigua del pueblo alemán será, a partir de este momento, el novísimo bastión del Reich alemán". A continuación habló de su "mayor logro", (completar la anexión de Austria para formar un Gran Reich alemán) diciendo: "Como líder y canciller de la nación alemana y del Reich, anuncio a la historia alemana ahora la entrada de mi patria en el Reich alemán". Después del Anschluss, Hitler comentó como nota personal: "Yo mismo, como Führer y Canciller, estaré feliz de caminar sobre el suelo del país que es mi hogar como ciudadano alemán libre".
Hitler respondió a la prensa extranjera con respecto al "Anschluss" diciendo: "Ciertos periódicos extranjeros han dicho que caímos sobre Austria con métodos brutales. Solo puedo decir: incluso en la muerte no pueden dejar de mentir. En el transcurso de mi lucha política he ganado mucho amor de mi pueblo, pero cuando crucé la antigua frontera (a Austria), me encontré con un flujo de amor como nunca he experimentado. No hemos llegado como tiranos, sino como los liberadores".
Tras el Anschluss, se completó el objetivo histórico de los nacionalistas alemanes que apoyaron la unión entre Austria y Alemania. Los pangermanistas fueron entonces completamente absorbidos por el Partido Nazi (NSDAP).

## Durante la Segunda República (desde 1945)
Después del final de la Segunda Guerra Mundial, cuando  Austria se restableció como un estado independiente, el movimiento nacionalista alemán fue desacreditado debido a sus vínculos con el antiguo régimen nazi. Los partidos dominantes de la nueva república eran el conservador cristiano Partido Popular Austriaco y el Partido Socialista. Ambos promovieron la independencia de Austria y consideraron la idea de una "Gran Alemania" como un anacronismo. Todos los exmiembros del partido nazi fueron excluidos de cualquier actividad política y privados de sus derechos.  El "Tercer Campo", pangermanista y liberal, fue revivido más tarde en la forma de la Federación de Independientes (en alemán: Verband der Unabhängigen), que luchó contra las leyes de desnazificación impuestas por los aliados y representó los intereses de los ex nazis, Wehrmacht, y soldados de las SS. En las décadas de 1950 y 1960, el movimiento nacionalista alemán, representado por el Partido de la Libertad y sus organizaciones afiliadas, fue muy activo en las universidades, donde la Burschenschaft, una especie de fraternidad estudiantil, ayudó a difundir las opiniones nacionalistas y liberales alemanas. Dentro del Partido de la Libertad, el ala liberal creció hasta superar al ala pangermanista, y el patriotismo austriaco se incorporó gradualmente a la ideología del partido. Durante el liderazgo del partido de Norbert Steger, entre 1980-1986, y la participación del Partido de la Libertad en un gobierno de coalición con los socialdemócratas, la facción pangermanista se debilitó aún más.
Por el contrario, la asunción de Jörg Haider como líder del partido en 1986 fue considerada un triunfo por la facción nacionalista alemana. Sin embargo, el populismo de derecha de Haider no hizo hincapié en las tradiciones pangermanistas, ya que hacerlo habría significado pérdida de votos. En 1987, solo el 6% de los ciudadanos austriacos se identificaban como "alemanes". Si bien Haider había calificado la identidad nacional austríaca como una construcción ideológica, yendo tan lejos como para referirse a ella en 1988 como una "monstruosidad" (en alemán: Mißgeburt), años después, en 1993, lanzó la petición "Austria Primero" y dos años más tarde afirmó que el Partido de la Libertad era un "partido patriótico austriaco clásico", renunciando expresamente a su anterior calificación de "monstruosidad". 
Sin embargo, la influencia del nacionalismo alemán todavía estaba presente y se podía ver en acciones hostiles contra las minorías eslavas en Austria, como en conflictos sobre señales de tráfico bilingües con los eslovenos de Carintia, junto con la hostilidad hacia la inmigración y la integración europea. Por lo tanto, las ideas tradicionales de la Gran Alemania han sido reemplazadas por un concepto germano-austríaco (es decir, solo se considera a los austriacos de origen y lengua alemanas como austriacos "reales"). Esto puede resumirse como una "fusión del nacionalismo alemán tradicional con el patriotismo austriaco"..
Actualmente, el ala pangermanista es solo una facción menor dentro del Partido de la Libertad. En 2008, menos del 17% de los votantes del Partido de la Libertad cuestionaron la existencia de una identidad nacional austriaca única. Los nacionalistas alemanes, incluidos Andreas Mölzer, y Martin Graf, ahora se refieren a sí mismos como "alemanes culturales" (Kulturdeutsche) y subrayan la importancia de su identidad como alemanes étnicos, en contraste con la distintiva identidad nacional austriaca. En 2006, los parlamentarios del FPÖ reafirmaron el arraigo del partido en la tradición pangermanista, al menos simbólicamente, luciendo acianos azules en los ojales, junto con cintas con los colores nacionales de Austria (rojo y blanco), durante la reunión inicial de la Asamblea Nacional. Consejo. Esto causó controversia, ya que los medios interpretaron la flor como un antiguo símbolo nazi.